# Епіграфіка

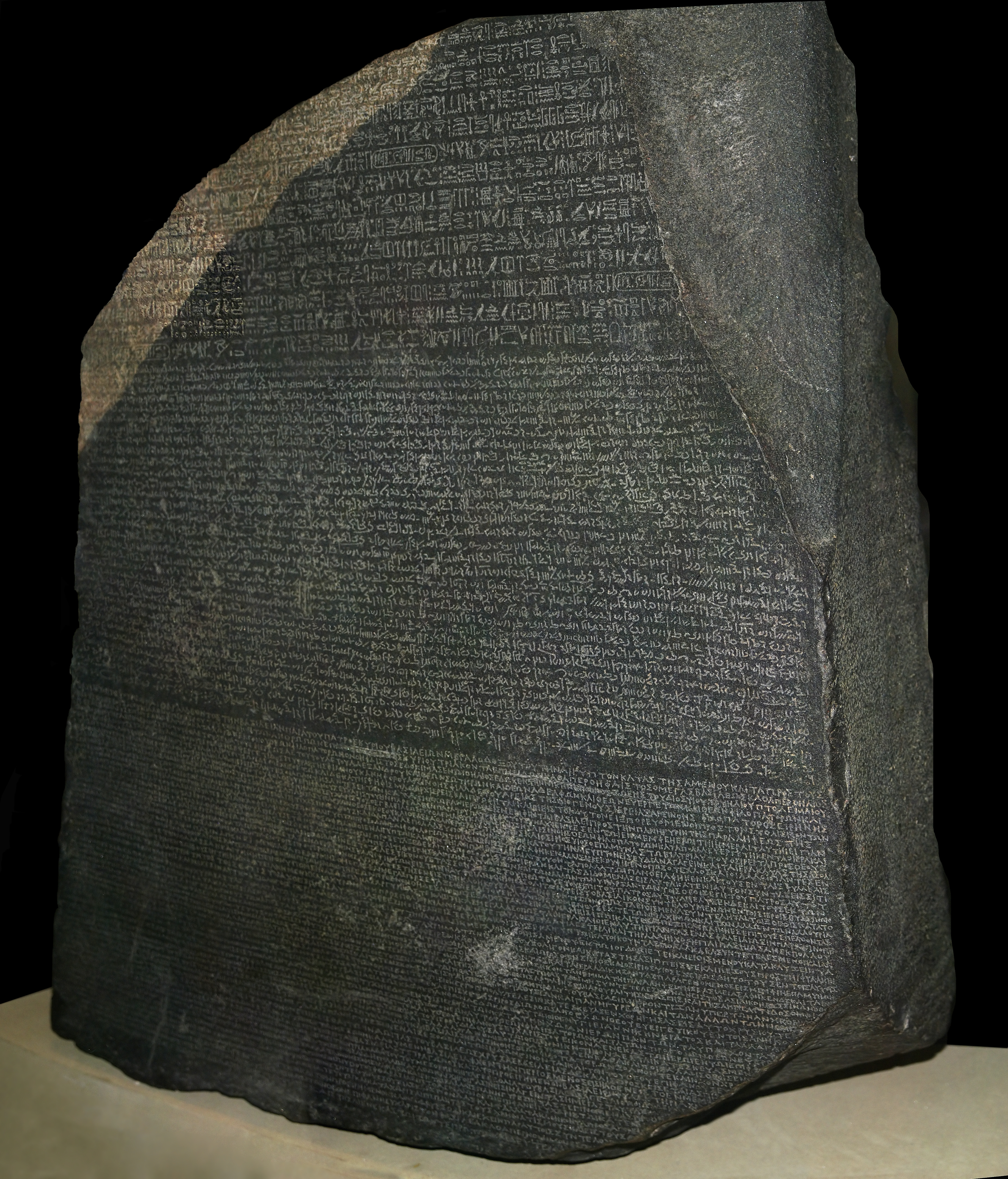
Розетський камінь в Британському музеї

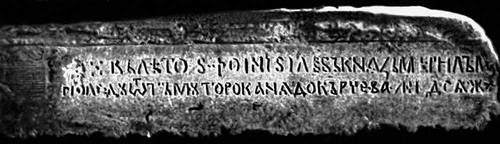
Тмутороканський камінь

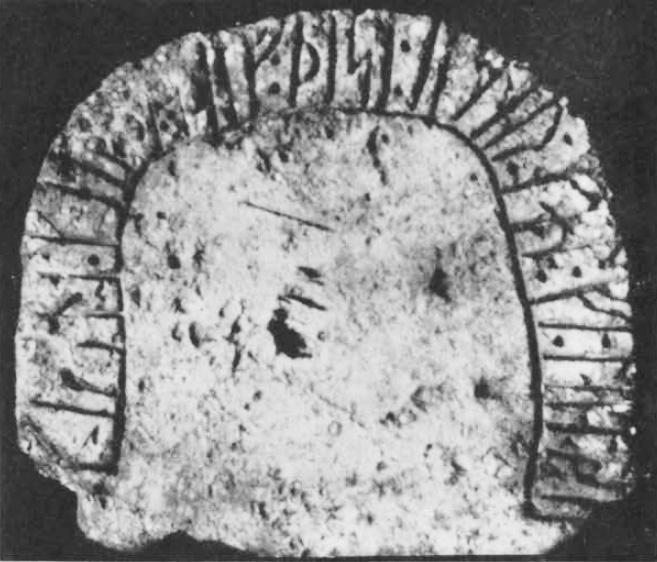
Березанський рунічний камінь

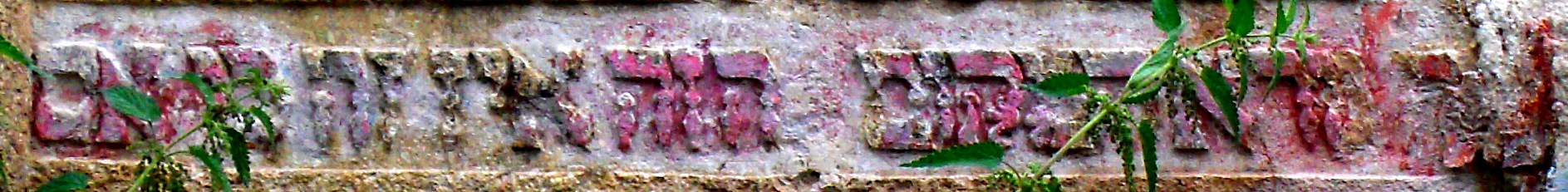
Епіграфічна пам'ятка з Бережанської синагоги (Україна)

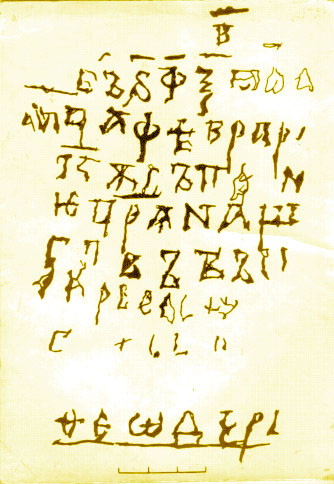
Повідомлення про смерть Великого Київського князя Ярослава Мудрого. Графіто з Софійського собору в Києві.

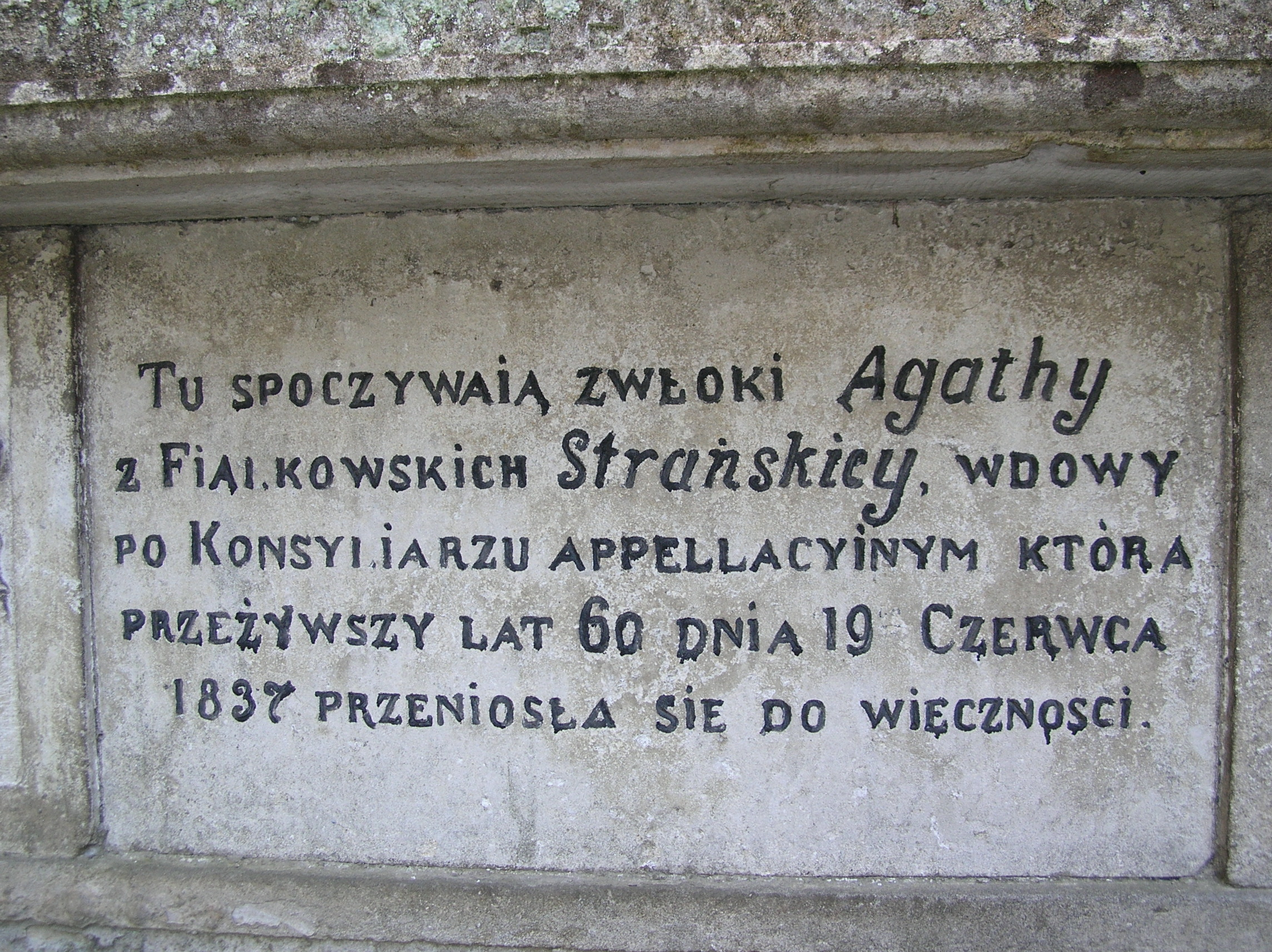
Приклад польськомовної епітафії з Личаківського цвинтаря (Львів, Україна)

Епіграфіка  (грец. ἐπιγραφή — напис) — допоміжна історична та філологічна дисципліна, що вивчає стародавні написи, вирізьблені на твердих матеріалах (камінь, метал тощо).

## Виникнення наукової дисципліни
Епіграфіка стала повноцінною науковою дисципліною на початку XIX століття. «Корпус грецьких написів» (лат. Corpus inscriptionum graecarum), який видавався кілька десятиліть німецьким істориком А. Беком став першою науковою працею з епіграфіки. Зараз це важлива допоміжна дисципліна для всіх істориків античного світу. Перші праці з античної епіграфіки на матеріалі, знайденому на теренах України, видав історик В. Латишев. Великий внесок в розвиток української школи античної епіграфіки зробила Елла Ісаківна Соломоник.
Дослідження давньоруської епіграфіки почалося після знахідки наприкінці XVIII ст. Тмутороканського каменя. Давньоруською епіграфікою займалися такі науковці, як І.Срезневський, В. Щепкіна, Є. Карський, А. Орлова, Л.Черепніна, Б. Рибаков, С. Висоцький, А. Мединцева, Т. Рождественська та ін.

## Види епіграфічних пам'яток за функцією
Історики виділяють декілька основних видів епіграфічних пам'яток, які виконують різну функцію:
- Вотивні написи — в них висловлюється подяка певному божеству («Коли божество X вчинить дію XY для особи Y, то особа Y подякує божеству, зробивши напис»).
- Гоноративні написи — в них прославляються вчинки певної людини, зазвичай є також короткий опис цих вчинків.
- Епітафії — написи на надгробках.
- Будівничі написи — написи на спорудах. з нагоди їхнього будівництва
- Малі написи — все, що не входить в попередні категорії (військові дипломи на металевих пластинах, імена власників речей, написи на черепках. тощо).

## Епіграфічні пам'ятки в Україні

### Антична епіграфіка Північного Причорномор'я
Найдавніші епіграфічні пам'ятки на теренах України з'явилися в VI ст. до н. е. й походять в давньогрецьких міст Північного Причорномор'я. Переважно це графіті — написи, нанесені гострим знаряддям, як правило, на керамічному посуді та його уламках. З VI—V століття до н. е. використовувалися для написів черепки як найдешевший матеріал. На черепках писали листи, шкільні вправи та бюлетені для голосування. На багатьох грецьких кубках є ім'я їхніх власників, а також застольні написи і присвяти богам. Часом траплялися графіті на свинцевих пластинах з листами і заклинаннями.
Написи на камені — надзвичайно важливе історичне джерело епіграфічного характеру. Археологами було знайдено такі види написів на камені: державні постанови, закони, присяги, міжнародні угоди, накази, листи урядовців, присвяти богам, почесні і будівельні записи, імена переможців на спортивних і музичних змаганнях (агонах), манумісії (документи про дарування рабові свободи), епітафії.
У римський час на камені карбували укази та листи царів та імператорів, їхніх намісників та інших посадовців.
Епіграфічні написи з присвятами різним богам часто траплялися на вівтарях, фронтонах храмів та постаментах статуй.
Епітафії або надгробні написи складають найбільшу групу епіграфічних пам'яток.

### Давноруська епіграфіка
До сьогодні збереглися деякі давньоруські написи дохристиянського часу: графіті з Гнєздова «гороухша» (середина X століття) й легенди давньоруських срібляників.
Більшість давньоруських епіграфічних документів належить до християнського періоду. Найчастіше йдеться про офіційні, приватні, конфесійні та світські епіграфічні документи. Збереглися також деякі літописні епіграфічні джерела, наприклад графіті Софійського собору в Києві. Напевне, найдавнішими датованими епіграфічними пам'ятками Київської Русі є графіті на стіні собору із записом про смерть Ярослава Мудрого (1054) та напис на Тмутороканському камені 1068 року. До давньоруської епіграфіки належать також графіті на берестяних грамотах. До нас дійшло близько 1300 таких документів. Дослідженням берестових грамот займається окрема галузь епіграфіки — берестологія.

## Найбільші збірки епіграфічних документів
- Грецька мова: CIG (Corpus inscriptionum Græcarum), також Inscriptiones Græcæ
- Латинська мова: CIL (Corpus inscriptionum latinarum), видання засноване Теодором Моммзеном.

## Основні періодичні видання з епіграфіки
- «Année epigraphique» (P., с 1888);
- «Epigraphia Indica» (Calc.-Delhi, с 1888);
- «Supplementum epigraphicum graecum» (Leiden, с 1923);
- Сборники статей «Вопросы эпиграфики»
- «Нумизматика и эпиграфика» (с 1960);
- «Эпиграфика Востока» (с 1947);